# Хаген, Нина
Ни́на Ха́ген (нем. Nina Hagen, настоящее имя — Катари́на Ха́ген (Catharina Hagen); род. 11 марта 1955[…], Восточный Берлин) — немецкая певица, панк-рок музыкант, автор песен, актриса. Телеканал MDR назвал её «матерью немецкого панка». В 2011 году канал Arte назвал её «крёстной матерью немецкого панка». Нина Хаген обладает редким голосовым диапазоном в четыре октавы, позволяющим ей исполнять партии также и в очень низком регистре, вплоть до соль большой октавы, характерного для баритона.

## Биография

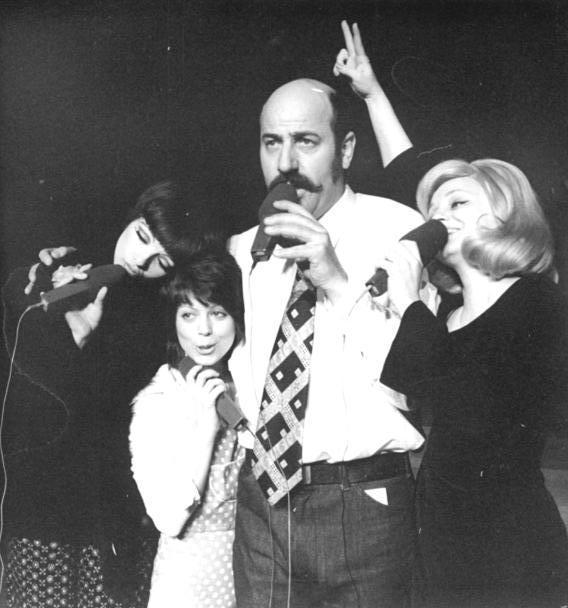
Нина Хаген (первая слева), Магди Боди, Манфред Круг и Татьяна Архипова, Берлин, 1976 год

### Ранние годы, ГДР и группа «Automobil»
Дочь сценариста и журналиста Ханса Хагена (нем. Hans Oliva-Hagen, 1922—1992) и актрисы Евы-Марии Хаген (нем. Eva-Maria Hagen, 1934—2022). Её дед по отцовской линии погиб в концлагере Заксенхаузен (отец певицы был евреем).
Молодая Нина Хаген мечтала стать актрисой в ГДР, но провалилась на вступительных экзаменах в актёрскую школу в 1972 году. В 1970-х годах пела в разных коллективах (в том числе в Польше). Получила известность в ГДР как участница группы «Automobil».

### ФРГ, Европа и Nina Hagen Band
В 1976 году из-за политических проблем, связанных с её отчимом и единомышленником Вольфом Бирманом, эмигрировала из ГДР в Великобританию.
В 1977 году переехала в ФРГ, основав собственный музыкальный коллектив «Nina Hagen Band».
В 1978 году вышел первый альбом, также носящий название «Nina Hagen Band», принёсший Нине Хаген международную известность. Первое выступление состоялось на немецком фестивале Rockpalast.
В 1979 году выходит второй альбом «Unbehagen» («Неловкость»), после чего Нина распускает группу и отправляется в Нидерланды на поиски нового коллектива, с которым она могла бы покорить Запад, попутно снимаясь в психоделическом фильме про голландскую молодёжь «Cha-Cha».

### Северная Америка, NunsexmonkRock и Fearless/Angstlos
В 1980-х годах Нина Хаген заинтересовалась духовностью и религиями, а также защитой прав животных. Это отразилось на всём её последующем творчестве. В 1980 году, после неудачно начавшегося второго тура по Европе, Нина Хаген принимает решение переехать в Нью-Йорк, где продолжает упорно добиваться своей цели — популярности. Далее последовал переезд в Лос-Анджелес. С 1981 года её творчество стало ещё более специфическим по звучанию и смысловой нагрузке.
В 1982 году под опекой продюсера Беннета Глотцера, в своё время занимавшегося такими известнейшими музыкантами, как Фрэнк Заппа и Дженис Джоплин, Нина выпускает третий по счёту и первый международный альбом «Nunsexmonkrock», принёсший ей некоторую известность в США и ряде других стран.
В 1983 и 1984 годах соответственно на волне успеха выходит двойной (англо- и германоязычный) альбом «Fearless»/«Angstlos» с хитом «New York, New York».

### Южная Америка, Азия, Nina Hagen In Ekstasy/Ekstase и Ивиса
В 1985 году на свет появляется второй двойной и пятый номерной альбом Нины Хаген «In Ekstasy»/«In Ekstase», с программой которого Нина производит фурор в новых странах, таких, как Бразилия (фестиваль «Rock in Rio»), Аргентина, Венесуэла Южной Америки а также Японии и Израиле. Год спустя, в 1986 году, Нина Хаген объединяется со своей давней подругой и певицей Леной Лович для выпуска сингла-манифеста в защиту животных «Don’t Kill the Animals», а также перепевает знаменитый хит Майкла Джексона «We Are the World» на немецком языке («Wir sind die Welt»). Жить Нина Хаген переезжает на Ивису. В 1987 году, в Канаде выходит сингл «Punk Wedding».

### Франция, Жан-Поль Готье, Nina Hagen и Street
Нина Хаген перебирается во Францию, в Париж. В 1989 году вышел очередной альбом певицы «Nina Hagen». В нём она возвращается к панк-истокам своего творчества, не забывая в который раз использовать в своих песнях многоязыковую лексику, среди которой снова, как и в «Nunsexmonkrock» и в «In Ekstasy/In Ekstase» встречается русскоязычная. Певица становится едва ли не первой в современной музыке, исполнившей «Аве Марию». Имиджем певицы занялся Жан-Поль Готье, сделав её образ более строгим и изящным. В конце 1980-х годов Нина Хаген участвует в записи одного из альбомов известного немецкого певца Удо Линденберга.
В 1991 году выходит альбом «Street», удививший многих поклонников нехарактерным для своего времени звучанием. Продолжением электронной темы стал дуэт Нины Хаген с исполнителем Adamski в песне и видео «Get Your Body» в 1992 году. В марте того же года артистка получает полчаса в месяц эфирного времени для собственной передачи на канале RTLplus.

### Снова США и Revolution Ballroom
В 1993 году Нина Хаген выпускает альбом «Revolution Ballroom», прославивший Нину клипом на песню «So Bad», ставшим одним из самых эффектных за всю её карьеру. В записи этого альбома принимал участие Phil Manzanera, гитарист группы Roxy Music. Нина Хаген переезжает обратно в Голливуд.
В 1995 и 1996 годах выходит двойной альбом певицы «Freud Euch»/«Bee Happy» соответственно, которым Нина Хаген ещё раз подтверждает свой неизменный статус матери панк-рока. Две песни из этого альбома были использованы в одной из серий научно-фантастического триллера «Tatort», где Нина Хаген сыграла роль певицы в клубе.

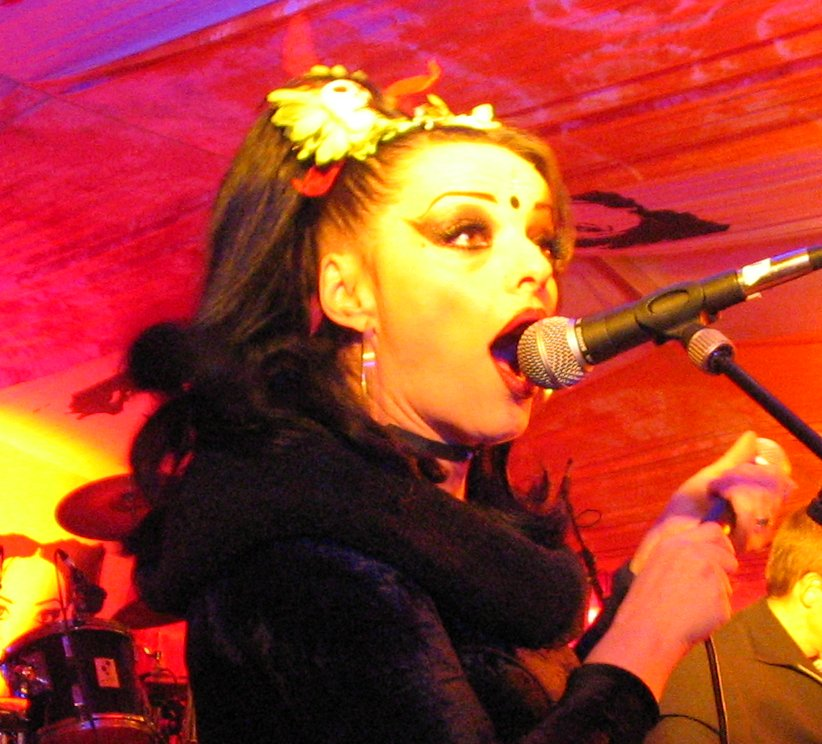
Нина Хаген, 2003

### Индия, Oomph!, Украина и Бертольт Брехт
В 1999 году появляется юбилейный, десятый по счёту альбом певицы, ориентированный больше на поклонников древнеиндийской философии и мифологии, влияние которой достигло своего апогея в творчестве Нины, из-за которого назрела необходимость выпустить работу, полностью посвящённую тибетским рагам, мантрам и бхаджанам. Этот год ознаменован также выходом песни и клипа «Fieber» в дуэте со всемирно известной немецкой группой Oomph! и вторым выступлением на Rockpalast. Годом ранее, в 1998 году, Нина Хаген принимает участие в записи дуэта с певцом Thomas D в песне «Solo», также снявшись в одноимённом клипе и сыграв Бабу-Ягу в фильме ужасов «Василиса» на Киностудии имени А. Довженко в Киеве, Украина. К 100-летнему юбилею Бертольта Брехта Нина переехала в родной Берлин. Вместе с Мерет Беккер она выступала на т. н. панк-брехт-вечерах «Wir hießen beide Anna» («Нас обеих зовут Анна»). В 1999 году для двойного альбома спела целиком «Трёхгрошовую оперу» Брехта.

### Return of the Mother и Россия
В 2000 году «мать панка» возвращается с альбомом «Return of the Mother», снова вступив в борьбу с системой с призывами человечества к перемене взглядов на мир: в альбоме вновь подняты темы духовности, тотального контроля, зависимости от фармакоиндустрии, НЛО и другие. Через год Нина Хаген принимает участие в записи песни для альбома немецкого дуэта Rosenstolz «Die Schwarze Witwe». А ещё через год происходит визит Нины Хаген в Москву, где она выступает в клубе Б2, а интервью с эксцентричной певицей транслируют по центральным каналам российского телевидения.

### Джаз, Rammstein/Apocalyptica, гномы, Popstars и книга
В 2003 году выходит джаз-альбом с каверами легендарных англоязычных мировых хитов прошлых лет «Big Band Explosion». Мировой же успех снова вернулся к Нине Хаген благодаря кавер-версии известного хита группы Rammstein «Seemann», исполненной вместе с финским квартетом Apocalyptica, снявшимся с ней в одноимённом видео. В 2004 году Нина Хаген снимается в роли злой царевны в комедийном фильме ужасов «7 Zwerge» по мотивам популярной сказки «Белоснежка и семь гномов». Выходит в свет и автобиографическая книга Нины Хаген «That’s Why the Lady Is a Punk»
В 2006 году выходит логическое продолжение предыдущего альбома «Irgendwo Auf Der Welt». С августа 2006 года Нина — член жюри телешоу «Popstars» на немецком телеканале Pro7. В этом же году выходит продолжение фильма «7 Zwerge».

### Христианство, Памела Андерсон, снова Москва, снова Берлин и вторая книга
В 2009 году, совместно с единомышленницей в борьбе за права животных Памелой Андерсон, панк-дива снимается в нашумевшем рекламном ролике PETA. 21 октября, в рамках своего гастрольного тура Нина Хаген вновь посетила с концертом Москву, который состоялся в клубе Б1 Maximum. Певица снова переезжает, на этот раз на родину — в Берлин, Германия. Во время второй части турне, 16 июля 2010 года, состоялся выпуск нового альбома панк-дивы. Разочаровавшись в индуизме, певица отложила выпуск рок-альбома, и за один год записала «Personal Jesus», состоящий из евангелических песнопений, подкреплённый новой книгой «Исповедь», вышедшей в марте. Следом за ним, как это уже было в 1999—2000-х годах, панк-дива выпускает долгожданный панк-альбом, с помощью которого она «продолжает работу по изменению сознания человечества и установлению мира на планете Земля». В него вошли как уже полюбившиеся поклонникам концертные хиты «Killer», «Soma Koma», «Süsses, Süsses Lied Der Errettung», так и другие, доселе неизвестные композиции. 11.11.11 вышел новый альбом Нины Хаген, получивший название «Volksbeat». Практически сразу же после его выхода панк-королева приступила к работе над международным альбомом, в котором ожидается много электронной и танцевальной музыки.

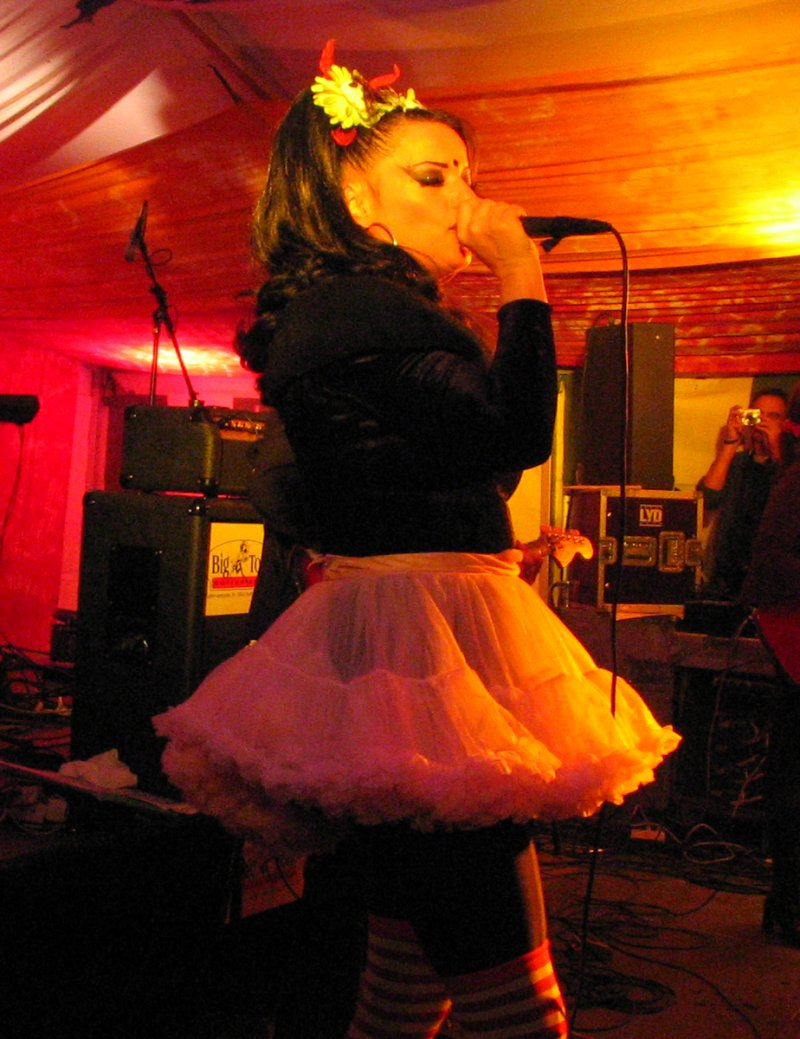
Нина Хаген, 2003

### Pussy Riot, снова Брехт, театр и психиатрия
В 2012 году Нина Хаген, как и впоследствии многие другие мировые знаменитости, выразила поддержку арестованным участницам группы по нашумевшему делу Pussy Riot, при этом добавив, что не одобряет их действий, но протестует против излишне сурового наказания.
2013 год прошёл для певицы под знаком театра Берлинского ансамбля, где певица стала проводить вечера, посвящённые Бертольту Брехту, нередко вместе со своей матерью и дочерью. На социальной ниве тоже успех — во многом благодаря её усилиям после многолетнего незаслуженного принудительного психиатрического лечения свободу получил Густль Моллат.

### Гамбург, снова психиатрия, снова гномы, Пчела Майя и Ангела Меркель
Нина Хаген переезжает в Гамбург. 2014 год принёс поклонникам выпуск диска со стихами другой жертвы психиатрии — Илоны Хасльбауэр (освобождена в 2015 году), выход двух мультфильмов: «Пчела Майя» и «Седьмой Гном» (предыстория «7 Zwerge»), в озвучивании которых приняла участие Нина Хаген, а также её возвращение в кино в качестве актрисы. В 2016 году артистка отметила 45-летний юбилей на сцене.
2 декабря 2021 года мелодия песни Нины Хаген Du hast den Farbfilm vergessen («Ты забыл цветную плёнку») была исполнена военным оркестром во время церемонии, посвящённой проводам Ангелы Меркель с поста канцлера ФРГ.

## Личная жизнь
Была шесть раз замужем.
В 1981 году родила дочь Косму Шиву Хаген (англ. Cosma Shiva Hagen), впоследствии ставшую актрисой. Её отец — нидерландский гитарист Фердинанд Кармелк (нидерл. Ferdinand Karmelk; умер в 1988).
В 1987 году вышла замуж за 17-летнего панк-рок музыканта Iroquois из Лондона.
В 1989 году в её жизни появился француз Франк Шевалье (фр. Frank Chevallier). Он становится отцом сына Нины — Отиса Шевалье-Хаген фр. Otis Chevallier-Hagen.
В 1996 году вышла замуж за Дэвида Линна, который был младше её на 15 лет. Они разошлись в 2000 году.
В январе 2004 года вышла замуж за датского певца Лукаса Александра Брейнхольма (дат. Lucas Alexander Breinholm), который был младше её на 22 года. Они развелись через год.
В 2006 году спутником жизни Нины Хаген стал 27-летний Ривер, психотерапевт из Канады.
С 2009 года Нина Хаген придерживается целибата.
С 1982 года является вегетарианкой.

## Избранная дискография

### Альбомы
Многие альбомы были выпущены дополнительно в английской версии: например, «Fearless» — англоязычная версия альбома «Angstlos».
- 1978 Nina Hagen Band
- 1979 Unbehagen
- 1981 Band. Unbehagen
- 1982 Nunsexmonkrock
- 1983 Angstlos
- 1984 Fearless
- 1985 In Ekstase & In Ekstasy
- 1988 Nina Hagen
- 1991 Street
- 1993 Revolution Ballroom
- 1995 Freud Euch
- 1996 Beehappy
- 1999 Om Namah Shivay (Indisches Album)
- 2000 Return Of The Mother
- 2002 Om Namah Shivay / 1008 Indian Nights Live
- 2003 Nina Hagen Big Band Explosion
- 2006 Irgendwo Auf Der Welt
- 2010 Personal Jesus (Gospel Album)
- 2011 Volksbeat
- 2022 Unity

Места в хит-парадах
| 1978 | «Nina Hagen Band»               | 11 | 24 | -  | -  |
| 1979 | «Unbehagen»                     | 2  | 9  | -  | 8  |
| 1981 | «Nunsexmonkrock»                | 27 | -  | -  | -  |
| 1983 | «Angstlos»                      | 24 | 11 | -  | -  |
| 1985 | «In Ekstase»                    | 24 | 13 | 13 | 36 |
| 1988 | «Nina Hagen»                    | 20 | 24 | 26 | -  |
| 1991 | «Street»                        | -  | 39 | 32 | -  |
| 1993 | «Revolution Ballroom»           | -  | -  | -  | -  |
| 1995 | «Freud Euch»                    | -  | -  | -  | -  |
| 1999 | «Om Namah Shivay»               | -  | -  | -  | -  |
| 2000 | «Return Of The Mother»          | 77 | 49 | -  | -  |
| 2003 | «Nina Hagen Big Band Explosion» | -  | -  | -  | -  |
| 2006 | «Irgendwo Auf Der Welt»         | 62 | -  | -  | -  |
| 2010 | «Personal Jesus»                | 16 | 62 | -  | 61 |

### Синглы, занимавшие места в хит-парадах
| Год  | Релиз                                                                        | Место | Место | Место | Альбом                     |
| Год  | Релиз                                                                        | DE    | AT    | CH    | Альбом                     |
| ---- | ---------------------------------------------------------------------------- | ----- | ----- | ----- | -------------------------- |
| 1991 | «In My World»                                                                | -     | -     | 19    | Street                     |
| 1998 | «Solo» (Thomas D. & Nina Hagen)                                              | 15    | 36    | 26    | Solo (Thomas D.)           |
| 2000 | «Der Wind hat mir ein Lied erzählt»                                          | 96    | -     | -     | Return of the Mother       |
| 2001 | «Total Eclipse / Die schwarze Witwe» (Rosenstolz & Marc Almond & Nina Hagen) | 22    | -     | -     | Kassengift (Rosenstolz)    |
| 2003 | «Seemann» (Apocalyptica feat. Nina Hagen)                                    | 13    | 35    | 19    | Reflections (Apocalyptica) |
| 2004 | «Immer Lauter»                                                               | -     | 28    | -     | Non-Album Track            |
| 2010 | «Personal Jesus»                                                             | 5     | 37    | -     | Personal Jesus             |

## Избранная фильмография
- 1974 ABC der Liebe
- 1975 Junge, heute ist Freitag
- 1979 Cha Cha
- 1979 Bildnis einer Trinkerin
- 1992 Lilien in der Bank
- Hot Dogs
- 1997 Tatort (ARD)
- 1998 Sci Fri (Sci-Fi-Channel)
- 1999 Nina Hagen + Punk + Glory
- 2000 Family Stories: The Hagens (ARD)
- 2001 Om Gottes Willen
- 2004 7 Zwerge — Männer allein im Wald
- 2006 7 Zwerge — Der Wald ist nicht genug
- 2011 Godmother Of Punk